# Cloeon taeniolatum
Cloeon taeniolatum is een haft uit de familie Baetidae. De wetenschappelijke naam van de soort is voor het eerst geldig gepubliceerd in 1932 door Navás.
De soort komt voor in het Oriëntaals gebied.